# クラウディア・キャシディ
クラウディア・キャシディ（Claudia Cassidy, 1899年 - 1996年）は、アメリカの音楽・演劇批評家。

## 人物
イリノイ州シャウニータウンに生まれ、イリノイ大学でジャーナリズムを学び、1925年に批評家として活動を始めた。
1941年に「シカゴ・サン」紙の演劇・音楽部門の批評家となり、すぐに「シカゴ・トリビューン」紙の批評家に移籍し、健筆をふるった。以下に示すように、その音楽批評は伝説になるほど激烈なものであった。
- シカゴ交響楽団の音楽監督のデジレ・デフォー（第3代、1942年 - 1947年在任）、ラファエル・クーベリック（第5代、1950年 - 1953年在任）に対しては猛烈な批判をくりひろげたため、それに嫌気がさしたデフォーもクーベリックもわずかな期間で辞任した。特にクーベリックは、キャシディから音楽と無関係なことにまで及ぶ批判を受け続けた（これは楽団側が当初ヴィルヘルム・フルトヴェングラーに監督就任を打診するものの、反対されたためにフルトヴェングラーが身を引き、代わりにフルトヴェングラーの推薦を受けてクーベリックが就任するという曰く付きの就任であったことに加え、キャシディ自身が反フルトヴェングラー陣営に属していたことも影響しているとされる）。後年のクーベリックはシカゴ時代を回想する時、「私は彼の地で良い仕事をしたと思う。しかし、あの女が!」と吐き捨てた。また、クーベリックの辞任に抗議する形で、ジュリアス・ベーカーなどの団員が楽団から去った[2]。
- 後に音楽監督に就任するゲオルク・ショルティ（第8代、1969年 - 1991年在任）が1950年代にシカゴ交響楽団に客演した際にも、キャシディはショルティの演奏を酷評し、さらにはショルティがシカゴ・リリック・オペラに職を得ることを阻止した。ショルティはこれによって著しく心証を害した。ショルティは1968年に音楽監督就任の依頼を受けた時、まずキャシディがまだシカゴで評論活動をしているかどうかを問いただし、彼女がすでに引退していることを確認した上で受諾した。ショルティは後に、その時に彼女がまだ評論をしていたらシカゴに来ることはなかっただろうと述懐している。
- 小澤征爾が1964年にジョルジュ・プレートルの代役としてラヴィニア音楽祭に出演した際にも酷評で迎えた[3]。。
- ただし、トラブル・メーカーとして知られていたアルトゥール・ロジンスキ（第4代、1947年 - 1950年在任）に対しては、擁護の側にまわっている。また、フリッツ・ライナー（第6代、1953年 - 1963年在任）に対してはおおむね好意的で、その演奏については激賞していることが多い。
- キャシディの筆は作曲家に対しても容赦なく、レオシュ・ヤナーチェクの『タラス・ブーリバ』を「ゴミ」、ライナーの同郷の先輩・友人で彼がその作品をしばしば取り上げたベーラ・バルトークの『弦楽器と打楽器とチェレスタのための音楽』を「粗製乱造品」と評していたという[4]。

シカゴにて亡くなるが、死後に彼女を記念して、シカゴの劇場のひとつが「クラウディア・キャシディ劇場」と名付けられた。